# Vent
Vent är det tyska metalcore-bandet Calibans andra studioalbum, utgivet i januari 2001 på Lifeforce Records och i Japan i maj samma år på Howling Bull.
Då gitarristen Claus Wilgenbusch lämnat bandet spelades Vent in som en kvartett. Dock bidrog Denis Schmidt med gitarrspel och gick officielt med i bandet under 2002.

## Låtlista
1. "Entrance" (instrumental) – 1:35
2. "Fire of Night" – 3:13
3. "Love Taken Away" – 3:43
4. "In the Eye of the Storm" – 4:49
5. "About Time and Decisions" – 5:41
6. "Roots of Pain" – 4:41
7. "Happiness in Slavery" – 3:07
8. "Tyranny of Small Misery" – 4:39
9. "For..." – 4:47
10. "My Last Beauty" – 4:35
11. "New Kind of Freedom" – 3:59
12. "Sycamore Dreams" – 3:53
13. "Erase the Enemy" – 4:35
14. "Exit" (instrumental) – 1:47

Bonusspår på japanska utgåvan
1. "La difficulté d'étre" – 3:08

## Medverkande
Musiker
- Andreas Dörner – sång
- Marc Görtz – gitarr
- Engin Güres – basgitarr
- Robert Krämer – trummor

Bidragande musiker
- Denis Schmidt – gitarr
- Sarah Bröer – sång
- Marcus van Elsen – sång
- Jens Reichelt – spoken word
- Steffi Gogol – piano

Produktion
- Jens Schilling – producent, inspelningstekniker, mixning
- Detlef Philipp – foto